# 罗米尼
罗米尼（法語：Romigny，法語發音：[ʁɔmiɲi]）是法国马恩省的一个市镇，属于兰斯区。该市镇总面积11.35平方公里，2009年时的人口为199人。

## 人口
罗米尼人口变化图示